# بخش یوکموک
بخش یوکموک (به سوئدی: Jokkmokks kommun) یک ناحیه شهری در سوئد است که در شهرستان نوربوتن واقع شده‌است.